# Битва при Бержераке
Битва при Бержераке — сражение, состоявшееся между англо-гасконскими и французскими войсками в августе 1345 года близ города Бержерак во время Столетней войны. Наряду с битвой при Обероше, это сражение изменило военный баланс сил в регионе и было первой из серии побед, которые привели графа Дерби к званию «одного из лучших воинов в мире», по мнению летописцев.

## Предыстория
Эдуард III решил в начале 1345 года атаковать Францию на трех фронтах. Граф Нортгемптон должен был повести небольшую армию в Бретань, немного большая армия должна была выдвинуться в Гасконь под командованием графа Дерби, а главные силы должны были сопровождать Эдуарда во Франции или Фландрии. Граф Дерби был назначен лейтенантом короля в Гаскони 13 марта 1345 года  и получил под свое командование 2000 английский солдат плюс дополнительные войска в самой Гаскони. Армия Дерби отбыла из Саутгемптона в конце мая. Из-за плохой погоды английский флот был вынужден искать убежище в Фалмуте в течение нескольких недель и прибыл в Бордо не 23 июля, как планировалось, а лишь 9 августа.
Дерби имел под рукой 500 рыцарей, 500 конных лучников и 1000 английских и валлийский лучников. В Гаскони находился небольшой английский гарнизон под командованием графа Стаффорда, сенешаля Гаскони, и отряды гасконских лордов. Дерби направил свою армию на соединение с войсками Стаффорда при осаде Лэнгдона, где он принял командование объединенной армией. Стаффорд в этот момент проводил осторожную стратегию мелких осад, но Дерби принял на вооружение другую тактику. На военном совете было принято решение нанести удар по крупному городу Бержерак, где находился важный мост через реку Дордонь. Захват города мог обеспечить англичанам плацдарм для перенесения боевых действий на французскую территорию. Он также мог заставить французов снять осаду замка Монткук и разорвать связь между французскими войсками к северу и югу от реки Дордонь.

## Битва
Армия Дерби двигались быстро и стремительно окружила французский силы под Бержераком. Точная дата и место битвы неизвестны. Историк Клиффорд Роджерс считает, что она развернулась на дороге между Санкт-Обен-де-Лангле и Сен-Нексансом. Кеннет Фаулер полагает, что битва развернулась на дороге из Монткука в Бержерак. В любом случае французы, либо выманенные намеренно из Бержерака, либо подходя к городу от Монткука, попали в ловушку на дороге. Англичане сначала обстреляли противника из длинных луков, а затем атаковали конницей. Французы были разбиты и бежали в сторону пригорода Бержерака Сен-Мадлен, к югу от моста. Преследователи подобрались к бегущим так близко, что гарнизону не удалось вовремя закрыть ворота барбакана на южном конце моста, и они были захвачены. Мост оказался переполнен бегущими французами, которых атаковали английские лучники. Попытки закрыть ворота барбакана на северном конце моста были сорваны из-за лошади, попавшей под опускавшуюся решетку, и англичане ворвались в город. гарнизон смог организовать оборону, англичане не смогли занять город целиком, но мост оказался под их контролем. Англо-гасконская армия разбила лагерь в Сен-Мадлен и устроили пир захваченным провиантом и вином .

## Последствия
Хотя город и не был захвачен сразу, его судьба была решена. Его защитные сооружения были весьма устаревшими, часть их была серьезно повреждена. Через несколько дней после битвы англичане начали новый штурм. Сражение и последующее взятие Бержерака стали крупной победой. В числе захваченных пленных был сенешаль Перигора Анри де Монтиньи, десять других дворян и большое количество родовитых людей. Граф Дерби потребовал выкуп за дворян города в £ 34 000, примерно в четыре раза больше своего годового дохода от родовых земель. Стратегически англо-гасконская армия создала себе основу для дальнейших операций. С политической точки зрения граф Дерби показал местным лордам, которые колебались в выборе стороны в конфликте, что англичане снова являются значимой силой, с которой приходится считаться Гаскони.